# Haltom City (Texas)
Haltom City város az USA Texas államában, Tarrant megyében. Lakosainak száma 46 073 fő (2020. április 1.).

## Népesség
A település népességének változása:

| 2010 | 42 409 |
| 2020 | 46 073 |